# Doliopteryx nigrescens
Doliopteryx nigrescens är en tvåvingeart som beskrevs av Hesse 1956. Doliopteryx nigrescens ingår i släktet Doliopteryx och familjen svävflugor.
Artens utbredningsområde är Namibia. Inga underarter finns listade i Catalogue of Life.